# Dunhuangologie

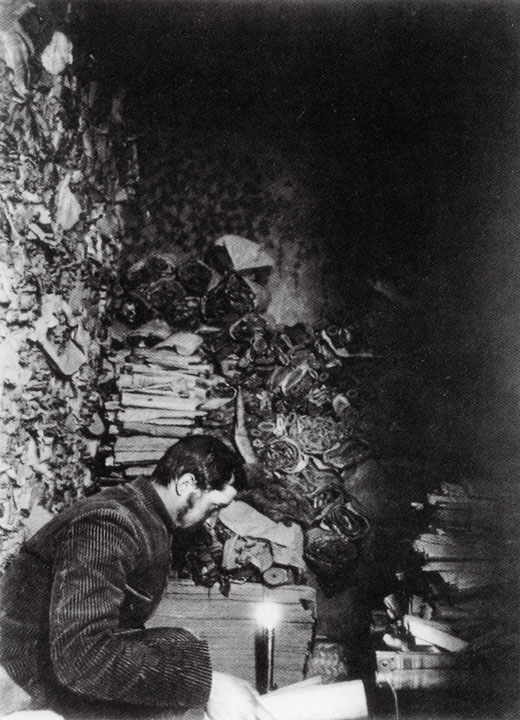
Paul Pelliot untersucht Manuskripte in der Mogao-Grotte 17

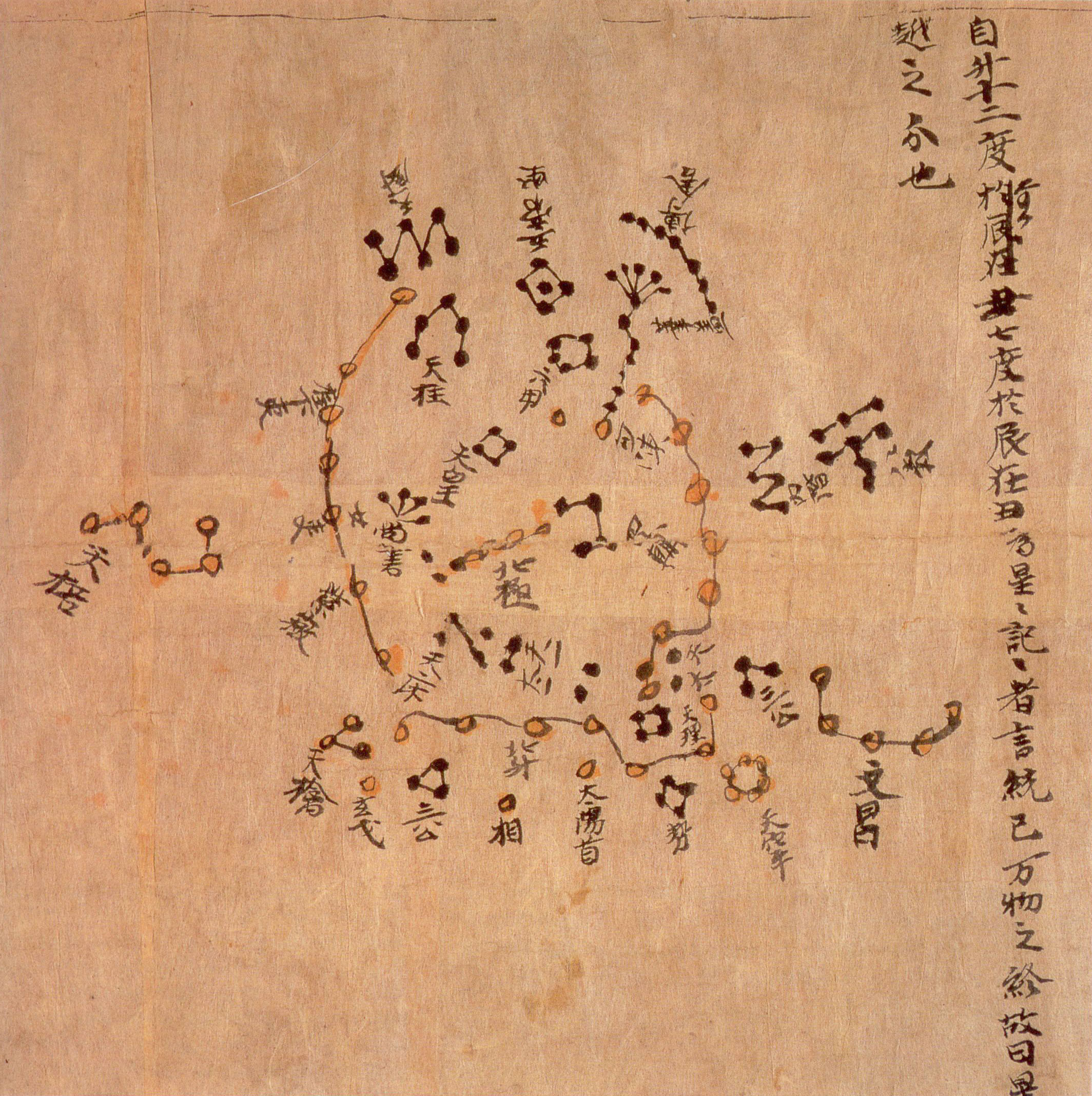
Dunhuang tuxing

Die Dunhuangologie, Dunhuang-Wissenschaften oder Dunhuang-Forschung (chin. Dunhuangxue; engl. Dunhuangology) ist eine relativ neue, internationale, wissenschaftliche Disziplin, die die Ende des 19. Jahrhunderts in einer vermauerten Steinhöhle in Dunhuang entdeckten antiken buddhistischen Schriften, Dokumente und Malereien zum Schwerpunkt hat. Zu ihren Pionieren zählen die Forscher Aurel Stein, Paul Pelliot, Arthur Waley, Sergei Fjodorowitsch Oldenburg, Luo Zhenyu, Wang Guowei und Ye Changchi.